# Ferry Sikla

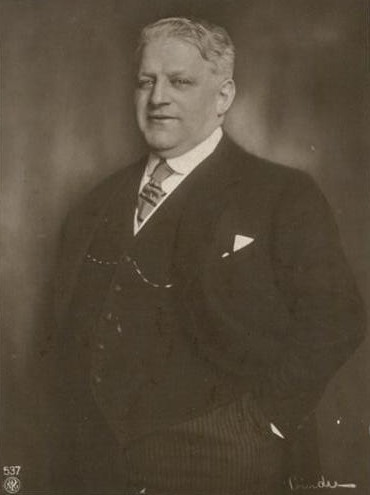
Ferry Sikla auf einer Fotografie von Alexander Binder

Ferry Sikla, gebürtig Ferdinand Silberberg (* 11. März 1866 in Hamburg; † 8. Februar 1932 in Dresden), war ein deutscher Schauspieler.

## Leben
Der gelernte Goldschmied ließ sich zum Sänger ausbilden und gab 1885 sein Bühnendebüt. Bald danach machte er Karriere am Residenz-Theater Berlin. Der beleibte Schauspieler agierte vor allem als Komödiant in Boulevardstücken. Im Jahr 1912 übernahm er die Leitung des Theaters.
Im Jahr 1914 gab Sikla in Die falsche Zaza sein Debüt beim Film. In den folgenden Jahren trat er in zahlreichen Stummfilmen vor allem in Rollen gutsituierter Onkels, als Bankier, Kommerzienrat oder anderer wohlhabender Bürger auf. Mehrfach spielte er an der Seite oder unter der Regie von Ernst Lubitsch, zum Beispiel 1918 in Der Rodelkavalier, Das Mädel vom Ballett und Der Fall Rosentopf. In Lubitschs Komödie Ich möchte kein Mann sein trat er 1918 als Onkel von Ossi, dargestellt von Ossi Oswalda, in Erscheinung. Die beiden einzigen Tonfilme Die Firma heiratet (1930) und Der Liebesarzt (1931) markierten auch Siklas Abschied vom Film.
In späteren Jahren spielte er mit Vorliebe in Operettenaufführungen an den Rotterbühnen in Berlin, einem Verbund mehrerer Boulevardtheater, daneben trat er auch am Theater des Westens auf.

## Filmografie
- 1914: Die falsche Zaza
- 1914: Er rechts – sie links
- 1915: Zofenstreiche
- 1915: Pension Lampel
- 1917: Die gute Partie
- 1917: Der schwarze Chauffeur
- 1917: Veilchen Nr. 4
- 1917: Der Vetter aus Mexiko (nur Regie)
- 1917: Das Mädel von nebenan
- 1918: Der Rodelkavalier
- 1918: Die Narbe am Knie
- 1918: Baroneßchen auf Strafurlaub
- 1918: Leutnant Mucki
- 1918: Puppchen
- 1918: Das Mädel vom Ballett
- 1918: Ich möchte kein Mann sein
- 1918: Der Fall Rosentopf
- 1919: Veritas vincit
- 1919: Die platonische Ehe
- 1919: Der blasse Albert
- 1920: Alkohol
- 1920: Berlin W.
- 1920: Die Frau ohne Seele
- 1920: Moral
- 1920: Whitechapel. Eine Kette von Perlen und Abenteuern
- 1920: Hundemamachen
- 1920: Das Mädchen aus der Ackerstraße, 2. Teil
- 1920: Die Frau im Doktorhut
- 1920: Der Riesenschmuggel
- 1920: So ein Mädel
- 1920: Der Graf von Cagliostro
- 1921: Das neue Paradies
- 1921: Nachtbesuch in der Northernbank
- 1921: Kaschemmenadel
- 1921: Wie das Mädchen aus der Ackerstraße die Heimat fand
- 1922: Lebenshunger
- 1922: Die blonde Geisha
- 1923: Das Karussell des Lebens
- 1923: Der Tiger des Zirkus Farini
- 1923: Das Paradies im Schnee
- 1923: Tragödie der Liebe
- 1923: Alles für Geld
- 1924: Komödianten
- 1926: Die drei Mannequins
- 1926: Die Kleine vom Varieté
- 1927: Gefährdete Mädchen
- 1927: Herkules Maier
- 1928: Unfug der Liebe
- 1928: Wolga-Wolga
- 1929: Jennys Bummel durch die Männer
- 1930: Zapfenstreich am Rhein
- 1930: Die Firma heiratet
- 1931: Der Liebesarzt